# Donald E. Gordon
Donald Edward Gordon (* 13. Mai 1931 in New York City; † 10. April 1984 in Pittsburgh) war ein amerikanischer Kunsthistoriker, der für sein Kirchner-Werkverzeichnis bekannt ist.
Gordon studierte an der Harvard University, wo er 1960 seinen Doktortitel erhielt. Als Postdoc war er an den Universitäten Hamburg und Marburg sowie dem Zentralinstitut für Kunstgeschichte tätig. 1963 wurde er Associate Professor am Dickinson College. 1968 veröffentlichte er die erste große Monografie über Kirchner auf Englisch. Sie wurde auch ins Deutsche übersetzt und enthält ein komplettes Werkverzeichnis. 1969 wurde er Full Professor an der University of Pittsburgh.

## Werke
- Ernst Ludwig Kirchner. Cambridge University Press, Cambridge, Massachusetts 1968.
- Ernst Ludwig Kirchner. Mit einem kritischen Katalog sämtlicher Gemälde. Prestel-Verlag, München 1968.
- Expressionism: Art and Idea. Yale University Press, 1987, ISBN 0-300-03310-9.